# المشيرعة (السياني)

تعديل مصدري - تعديل

المشيرعة هي إحدى قرى عزلة العربيين بمديرية السياني التابعة لمحافظة إب، بلغ تعداد سكانها 884 نسمة حسب تعداد اليمن لعام 2004.